# Tantilla bairdi
Espèce
Statut de conservation UICN

 DD  : Données insuffisantes
Tantilla bairdi  est une espèce de serpents de la famille des Colubridae.

## Répartition
Cette espèce est endémique du département d'Alta Verapaz au Guatemala. Elle se rencontre entre 1 524 et 1 550 m d'altitude.

## Description
L'holotype de Tantilla bairdi, une femelle adulte, mesure 342 mm dont 52 mm pour la queue. Cette espèce a le dos brun et la face ventrale rouge. Elle présente un collier jaune.

## Étymologie
Cette espèce est nommée en l'honneur de James Baird (1873-1953) dont les dons à l'université du Michigan ont permis des expéditions comme celle-ci au Guatemala.

## Publication originale
- Stuart, 1941 : Some new snakes from Guatemala. University of Michigan Museum of Zoology, Occasional Papers, n. 452, p. 1-7 (texte intégral).